# 阿迪格哈布利區

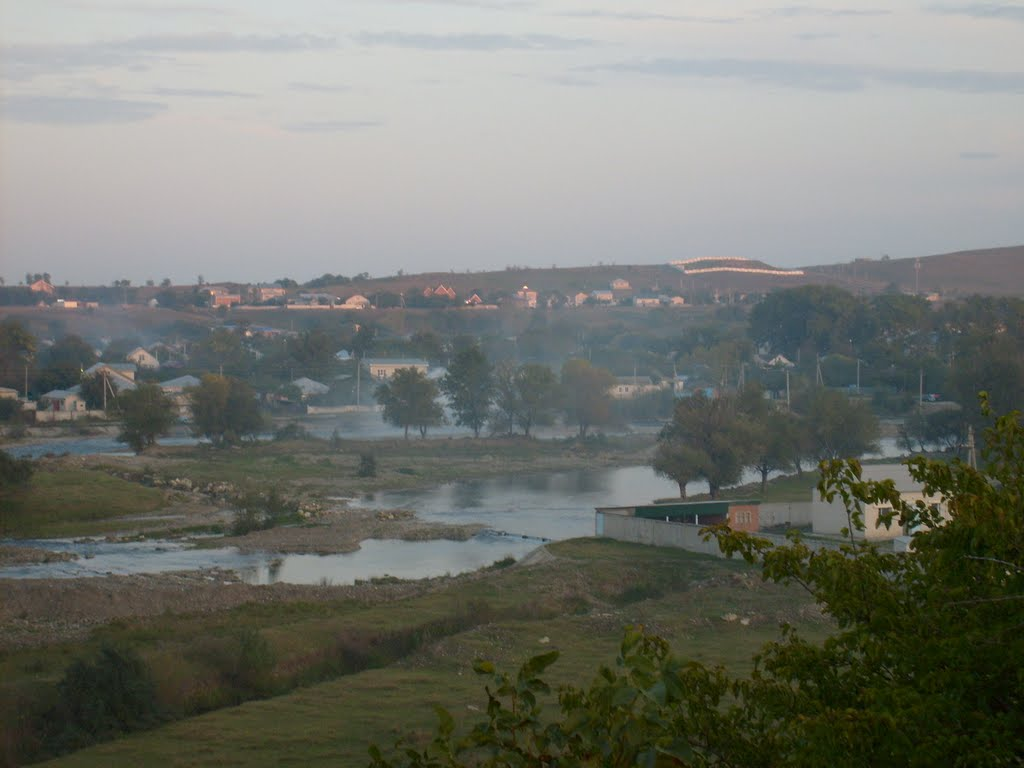

44°20′N 41°56′E / 44.333°N 41.933°E
阿迪格哈布利區（俄语：Адыге-Хабльский район），是俄羅斯的一個區，位於該國西南部，由卡拉恰伊-切爾克斯共和國負責管轄，始建於1965年，面積325.9平方公里，2010年人口16,186，人口密度每平方公里49.67人。